# デジタル交換機
デジタル交換機（デジタルこうかんき、英: Digital switchese）は、制御信号や通話信号を全てデジタル信号で処理し中継交換する電話交換機である。ISDN網の構築に用いられている。

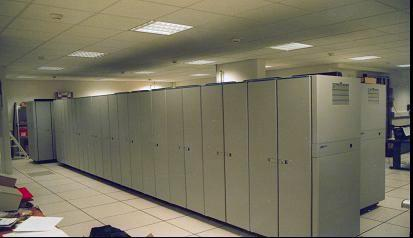
Nortel :en:DMS-100

## 歴史
AT&Tにおいて、1972年にNo.4ESS中継交換機、1982年にNo.5ESS加入者交換機が運用開始した。
日本では、1982年に東京都の大手町局においてD60形中継交換機、1983年名古屋市の大同局においてD70形加入者交換機が運用開始された。1988年、東京都の三鷹局でINSネット用のD70Dがサービス開始した。以降保守運用が続けられてきたが、近い内に保守限界を迎えると見られることやIP網への移行によるネットワークの一本化などが求められていることから、NTTグループでは2025年を目処にいわゆるNext Generation Networkへの移行を行い、デジタル交換機を「メタル収容装置」にリプレースする予定である。

## 特徴
電子交換機は、通話信号をアナログのまま処理していたが、デジタル交換機はPCM伝送される通話信号をPCMのまま交換することに最大の特色がある。
- 完全にデジタル化されているため伝送・交換による音質などの低下が少ない。
- 回線交換部分を含めて集積回路化され機械動作部分が少ないため信頼性が高く、低消費電力である。
- RSBM・RTを用いた時分割多重化による光収容で、伝送路の有効利用が可能である。
- デジタル回路になった通話路スイッチからは大電力を供給できないため、各加入者線に個別にBORSCHT機能[2]を持たせている。

## 通話路
通話路制御方式として、時分割 (Time Division) が用いられる。時分割多重化された伝送路をハイウエイ (High Way) と呼び、回線交換操作に時間スイッチと空間スイッチとが用いられる。
- 時間スイッチ (Time Switch) : 時分割多重化された信号を一時的に半導体メモリに蓄え、時間的位置を入れ替えることで交換操作を行う。より高速・大容量なメモリを使用することで、多数の回線交換が可能となる。
- 空間スイッチ (Space Switch) : イメージとしては物理的なスイッチやセレクタに近い。入力された信号を時間位置ごとに別の出力回線に振り分けることで交換操作を実現する。

通話路スイッチを多段構成する場合は、多重化されるチャネル数が増大するにつれて網の使用能率が上昇するTST（時間SW - 空間SW - 時間SW）の構成が用いられる。

## 制御方式

### 中央処理
電子交換機と同じく、ソフトウェアを書き換えるだけで機能の追加を行うことの出来る蓄積プログラム方式である。各機能を処理するため、優先順位つきの時分割多重化処理が行われている。

### 保守運用
自動故障検知・予備系切替えが行われる。遠隔保守・統計機能などのオペレータ向けヒューマンマシンインターフェースも充実している。

### 信号処理
通話路の監視・信号の処理、呼び出し音・話中音などの音声信号の発生をデジタル回路で行っている。

### 共通線信号線
共通線信号No.7に対応している。

## 日本での交換機形式
- D60形・改D60形 : 中継交換機
- D70形・改D70・DMS-10形・DMS-100形 : 加入者交換機
- NS-8000 : 新ノードシステム